# Stazione di Totsuka
La stazione di Totsuka (戸塚駅?, Totsuka-eki) è una stazione ferroviaria della città giapponese di Yokohama, nella prefettura di Kanagawa. Si trova nel quartiere di Totsuka-ku ed è servita dalle linee Tōkaidō, Shōnan-Shinjuku e Yokosukadella JR East e dalla linea blu della metropolitana di Yokohama.

## Linee

### Treni
East Japan Railway Company
■ Linea principale Tōkaidō
■ Linea Shōnan-Shinjuku
■ Linea Yokosuka

### Metropolitane
Metropolitana di Yokohama
 Linea blu

## Struttura

### Stazione JR
La stazione JR di Totsuka è realizzata su un viadotto, con due marciapiedi laterali serventi due binari
| 1 | ■ Linea Yokosuka           |  | per Yokohama, Tokyo, Chiba e Aeroporto Narita                   |
| 1 | ■ Narita Express           |  | per Tokyo e Aeroporto Narita                                    |
| 1 | ■ Linea Shōnan-Shinjuku    |  | per Yokohama, Shibuya, Shinjuku e Ōmiya                         |
| 2 | ■ Linea principale Tōkaidō |  | per Yokohama, Kawasaki e Tokyo                                  |
| 3 | ■ Linea principale Tōkaidō |  | per Ōfuna, Odawara, Atami Shizuoka                              |
| 4 | ■ Linea Yokosuka           |  | per Ōfuna, Zushi, Kamakura, Yokosuka e Kurihama                 |
| 4 | ■ Narita Express           |  | per Ōfuna e Odawara                                             |
| 4 | ■ Linea Shōnan-Shinjuku    |  | Linea Yokosuka per Zushi Linea Tōkaidō per Hiratsuka e Odawara. |

### Stazione della metropolitana
| 1 | Linea blu |  | per Shōnandai                                   |
| 2 | Linea blu |  | per Kamiōoka, Yokohama, Shin-Yokohama e Azamino |

## Stazioni adiacenti
| «                           | Servizio                 | »                        |
| Linea principale Tōkaidō    | Linea principale Tōkaidō | Linea principale Tōkaidō |
| --------------------------- | ------------------------ | ------------------------ |
| Yokohama                    | Acty                     | Ōfuna                    |
| Yokohama                    | Locale                   | Ōfuna                    |
| Rapido pendolari: non ferma |                          |                          |
| Linea Yokosuka              |                          |                          |
| Higashi-Totsuka             | Locale                   | Ōfuna                    |
| Linea Shōnan-Shinjuku       |                          |                          |
| Yokohama                    | Rapido Speciale          | Ōfuna                    |
| Yokohama                    | Rapido                   | Ōfuna                    |
| Higashi-Totsuka             | Locale                   | Ōfuna                    |
| Linea Blu (metropolitana)   |                          |                          |
| Odoriba                     | -                        | Maioka                   |